# Národní observatoř Kitt Peak (USA)
Kitt Peak National Observatory (KPNO) je astronomická observatoř nacházející se na 2096 m vysokém vrcholu v Pohoří Quinlan ve Spojených státech amerických, stát Arizona. Tato astronomická observatoř je součástí americké National Optical Astronomy Observatory (NOAO), ovšem některé z jejích teleskopů patří do majetku  University of Arizona's Steward Observatory. Se svými 23 teleskopy je KPNO největší a nejrůznorodější „sbírkou“ optických teleskopů na světě.

## Obecné informace
Místo pro stavbu této observatoře bylo zvoleno v roce 1958 pod záštitou Národní vědecké nadace a řízení bylo svěřeno Asociaci univerzit pro astronomický průzkum (Association of Universities for Research in Astronomy). Roku 1982 byla založena National Optical Astronomy Observatory aby se celkově zefektivnilo vedení tří optických observatoří - Kitt Peak, zařízení na Kitt Peaku, které spadají pod správu National Solar Observatory a Cerro Tololo Inter-American Observatory v Chile. Pozemky, na kterých Observatoř Kitt Peak leží, jsou pronajaty od Nadace Tohono O'odham, která si účtuje 0,25 USD za jeden akr ročně. V roce 2005 však Nadace Tahono O'odhan vznesla proti Národní vědecké nadaci žalobu za účelem zastavit další rozšiřování zařízení na detekci gamma záření do posvátných míst, kde se nachází Gardens of the Sacred Tohono O'odham Spirit I'itoi, která je též součástí vrcholu Kitt.
K základnímu vybavení patří: 4m teleskop Mayall, 3,5 metrový teleskop WIYN a další 2,1 m; 1,3 m; 0,9 m a 0,4 m reflektorové teleskopy. McMath-Piercův solární teleskop, který rovněž patří k vybavení observatoře, je největším zařízením svého druhu na světě. Nachází se zde také radioteleskop náležící Národní radioastronomické observatoři, který však byl roku 2002 vyřazen z provozu.
Tato observatoř je také známá tím, že se zde nachází první teleskop (91cm reflektor), který byl určen pro hledání asteroidů v blízkosti Země a k výpočtu pravděpodobnosti jejich srážky se Zemí.